# Fabrica Frații Schiel

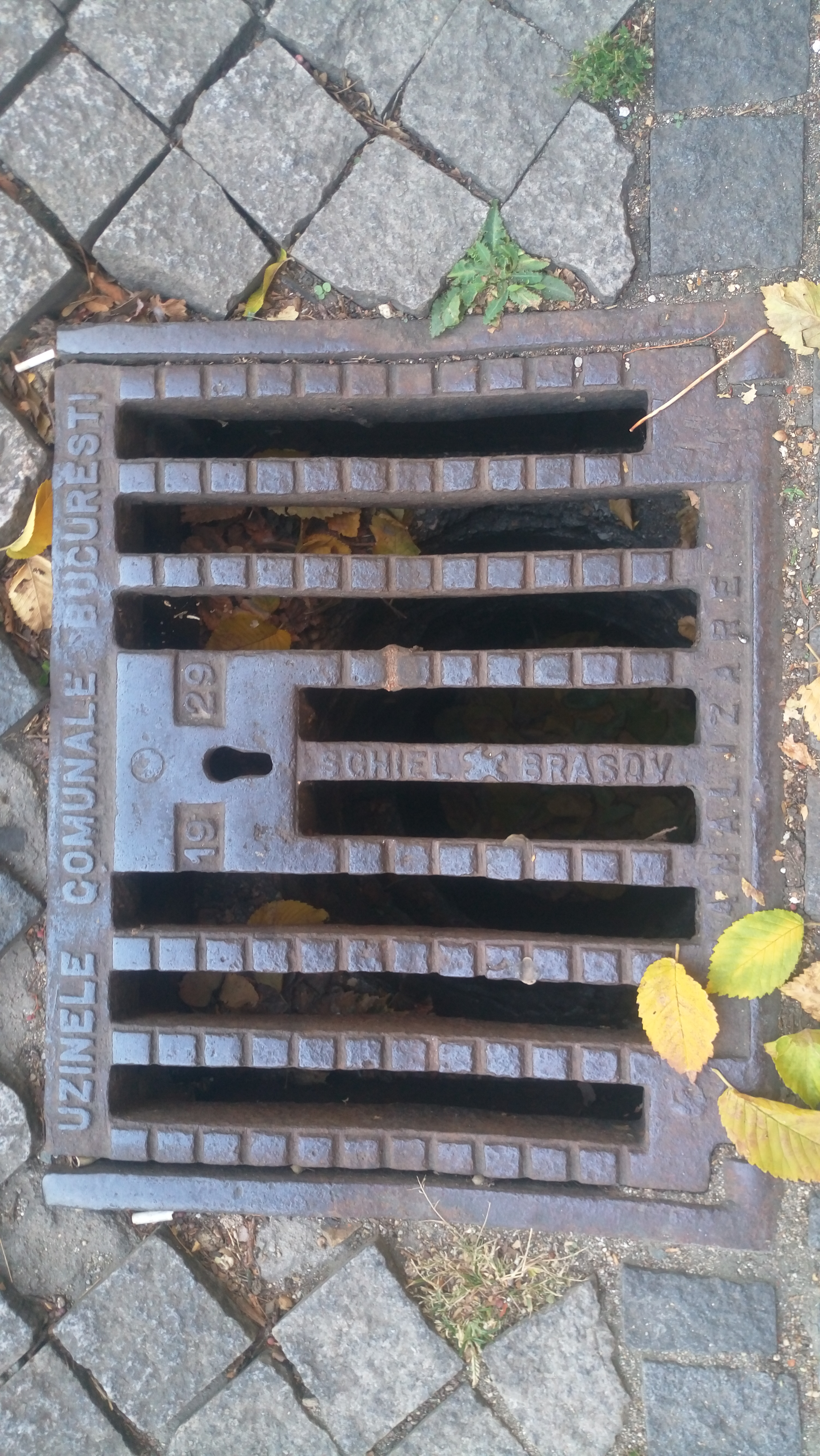
grilaj produs la turnatoria de fonta a fabricii Schiel Brasov

Fabrica „Frații Schiel” a fost o întreprindere metalurgică din Brașov, România fondată în anul 1880.

## Istoric
La început a fost numai un atelier mecanic profilat pe turnarea și prelucrarea pieselor de fontă. Pentru că atelierul s-a dovedit a fi o afacere de succes și era nevoie de o suprafață mai mare de producție, în 1914 s-a construit o fabrică în același loc din actualul Centru Civic unde s-a aflat până în anul 2012 uzina Hidromecanica.
În 1919 a avut loc transformarea în societate pe acțiuni cu numele „Frații Schiel s.a.p.a.” și extinderea activității în domeniile reparațiilor de locomotive și vagoane, echipamente și componente pentru industia minieră și utilaje de construcții, transmisii mecanice și strunguri paralele.
În 1927 s-a inaugurat o turnătorie de oțel dotată cu un cuptor electric de 1,5 tone, iar în 1930 s-a introdus o nouă forjă și un cazan cu aburi pentru repararea de locomotive, vagoane, utilaje din minierit și construcții. A început și fabricarea turbinelor hidraulice, firma devenind pionier în România prin realizarea primului autobuz și a primului strung paralel.
După cel de-al Doilea Război Mondial, statul a devenit proprietar în urma naționalizării din 1948, numele schimbându-se în ,,Uzina Strungul” (iar din 1961 „Hidromecanicaˮ).
Între anii 1924–1926 aici a fost proiectat și construit avionul RA-BO-1, primul avion construit la Brașov, de către inginerii Radu Onciul și Bo Carlsson.

## Profilul întreprinderii
Fabrica „Schiel” avea un profil metalurgic, principalele ei dotări fiind: turnătoria de fontă, un cuptor Siemens Martin, un cuptor electric, două cubilouri pentru prelucrat oțel.  Producția era formată din: fontă, piese forjate, mașini de morărit, turbine de apă, unelte pentru industria petrolieră.

## Avionul RA-BO-1
Tinerii absolvenți ai Școlii Politehnice din Viena, inginerii Radu Onciul și Bo Carlsson, care lucrau deja la Fabrica „Schiel” au început să lucreze la proiectul unui avion de concepție proprie.  Proiectul a fost finanțat de către Andrei Popovici, pe atunci secretarul general al Aeroclubului României cu 100000 de lei.
Avionul era un monoplan biloc construit integral din lemn, cu fuselajul învelit cu placaj, iar aripile din pânză lăcuită.  Avionul era echipat cu un motor Gnôme-Rhône de 80 C.P..
Au fost construite două exemplare.  Primul exemplar a fost terminat în 1925 și a fost destinat probei statice, iar al doilea a fost terminat în 1926 și a fost destinat probei de zbor.  Acest aparat destinat zborului a fost denumit RA-BO-1 (după inițialele prenumelor proiectanților).
Deși construit pentru școală, avionul a fost încercat și în zbor acrobatic de către căpitanii aviatori Gheorghe Jienescu și Gheorghe Bănciulescu.  Și unul și celălalt au apreciat calitățile aparatului.  RA-BO-1 a fost apoi prezentat în anul 1927 la expoziția internațională de aviație de la Praga.